# Верховний губернатор Церкви Англії
«Верховний губернатор Церкви Англії» раніше «Верховний правитель Церкви Англії» є титулярним главою Церкви Англії, церковна посада, яка належить чинному британському монарху. І хоча влада британського монарха над англіканською церквою є значною мірою церемоніальною та здебільшого здійснюється у символічному статусі,  ця посада досить актуальна для держави в якій запроваджено державну релігію, а отже в якій існує державна церква. Як верховний губернатор (правитель), чинний британський монарх офіційно призначає високопоставлених членів церкви за порадою прем'єр-міністра Сполученого Королівства, який своєю чергою діє за порадою іншої державної інстанції. «Комісії з номінацій Корони». З моменту прийняття англійським парламентом «Закону про поселення 1701 року» всі «Верховні губернатори (правителі) Церкви Англії» були не тільки чинними британськими монархами, але і членами Англіканської церкви.

## Історія
До 1536 року король Королівства Англія Генріх VIII вирішив розірвати міждержавні відносини зі Святим Престолом, через відмову Папи Римського видати дозвіл на розлучення королю Англії. Через цей розрив король Англії конфіскував майно католицької церкви в Англії та Уельсі та створив нову англіканську церкву, яку проголосив єдиною церквою, в королівстві а себе проголосив, її верховним головою. Акт про супрематію ухвалений в 1534 року, підтвердив статус короля Королівства Англія як такого, що має верховенство влади над церквою, і вимагав від англійських перів скласти присягу, визнаючи верховенство влади Генріх VIII.Дочка Генріха, Марія I, після приходу до влади, спробувала відновити єдність Англіканської церкви з Папою Римськими та скасувала Акт про верховенство у 1555 році. Одначе її сестра Єлизавета I, яка в подальшому зійшла на престол у 1558 році, та англійський парламент відновив початковий акт, ухваливши «Акт про верховенство 1558 року». Щоб заспокоїти критиків, «Присяга верховенства», яку повинні були складати англійські пери, було встановлено, шо титул британського монарха як "верховного губернатора", а не як "верховного глави" відновленої англіканської церкви. Таке формулювання дозволило уникнути звинувачення в тому, що британський монарх претендує на божественність або підпорядковує собі сина Божого Ісус Христос (якого християнська Біблія чітко визначає як главу Церкви в Посланні до Ефесян ).
Церковний титул «Захисник віри» був частиною титулу королів Королівства Англії, а з часів об'єднання Королівства Шотландія та Королівства Англія — цей церковний титул перейшов до британського монарха, з того часу як Генріх VIII отримав його від Папи Лева X у 1521 році на знак визнання ролі короля Англії Генріха у протистоянні протестантській Реформації. Одначе після розриву між Королівством Англія та Святим Престолом, Папа Римський відкликав цей титул у короля Королівства Англії, але пізніше парламент повернув його британському монарху за правління Едуарда VI.

### Тридцять дев'ять статей
Роль чинного англійського (британського) монарха в Англіканській церкві визнається у передмові до «Тридцяти дев'яти статей» 1562 року. У цих статтях зазначено, що:
Будучи Божим постановленням, відповідно до Нашого справедливого титулу, захисником віри та верховним губернатором Церкви в межах цих Наших володінь, ми вважаємо за найбільш прийнятним для цієї Нашої королівської посади та нашого власного релігійного запалу зберігати та підтримувати Церкву, покладену на Нашу опіку, в єдності справжньої релігії та в узах миру... Тому ми, після зрілого обговорення та з порадою багатьох з Наших єпископів, яких можна було зручно скликати, вважаємо за доцільне зробити наступну декларацію... Що ми є верховним губернатором Церкви Англії...
Серед всіх 39 статтей, особливо місце займає 37, в якій чіткіше виражає це твердження про королівську верховенство:
Мати Її Величності має головну владу в цьому Королівстві Англії та інших її володіннях, до яких належить головне управління всіма станами цього Королівства, незалежно від того, чи є вони церковними чи світськими, у всіх справах, що до них належать, і не є, й не повинні бути, підпорядковані ніякій іноземній юрисдикції. ... [Ми] не надаємо нашим князям служіння ані Божого Слова, ані Таїнств ... але тільки ту прерогативу, яку ми бачимо, що була завжди надана всім благочестивим князям у святому Писанні самим Богом; тобто, що вони повинні панувати над усіма станами та ступенями, які Бог доручив їм, незалежно від того, чи є вони церковними чи світськими, і стримувати цивільним мечем впертих і злочинців. Єпископ Риму не має юрисдикції в цьому Королівстві Англії.

## Церква Шотландії
Британський монарх присягає підтримувати конституцію Церкви Шотландії (пресвітеріанської церкви яка є національною церквою), але не обіймає в ній керівної посади. Проте, британський монарх має повноваження призначати лорда-верховного комісара на Генеральній Асамблеї Церкви Шотландії своїм особистим представником з церемоніальною роллю. Так британська королева Єлизавета II інколи виконувала цю роль особисто, коли вона відкривала Генеральну Асамблею у 1977 та 2002 роках (роки її срібного та золотого ювілеїв правління).

## Список верховних губернаторів Церкви Англії

### Англійська
| Ім'я             | Роки          | Нотатки |
| ---------------- | ------------- | --- |
| Генріх VIII      | 1531–1547     | Як верховний голова . |
| Едуард VI        | 1547–1553     | Як верховний голова . Разом з Томасом Кранмером уповноважив Книгу спільних молитовників . |
| Марія I та Філіп | 1553–1555     | Як верховний глава (з 1554 року подружжя не мало цього титулу, не маючи законних повноважень, доки не було дозволено парламентом у 1555 році). Сприяв католицькій Реформації в Англії та Уельсі. |
| Єлизавета I      | 1558–1603     | Див. Єлизаветинське релігійне поселення . |
| Яків I           | 1603–1625     | Див. Яків VI та I і релігійні питання . Авторизував переклад Біблії короля Якова . |
| Карл I           | 1625–1649     | Канонізований мученик Англіканської церкви. |
| Міжцарствіє      | 1649–1660 рр. | |
| Карл II          | 1660–1685     | На смертному одрі прийняв католицизм . |
| Яків II          | 1685–1688 рр. | Останній католик, який обіймав цю посаду; він обіймав її лише як законний орган влади. |
| Марія II         | 1689–1694     | Правила спільно зі своїм чоловіком (і двоюрідним братом) Вільгельмом III . |
| Вільгельм III    | 1689–1702     | Спочатку правив спільно з Марією II, 1689–1694. Кальвініст . |

### Британський
| Ім'я         | Роки          | Нотатки |
| ------------ | ------------- | --- |
| Анна         | 1702–1714     | Вихований англіканською християнкою. Під час її правління Акти унії 1707 року об'єднали Англію та Шотландію, утворивши Королівство Велика Британія . Відтоді монархи також клянуться зберігати Церкву Шотландії . Одружена з лютеранським принцом Георгом Данським . |
| Георг I      | 1714–1727     | Курфюрст Священної Римської імперії . Перший протестант у лінії, встановленої Законом про спадкоємство корони 1707 року . лютеранин. |
| Георг II     | 1727–1760 рр. | Курфюрст Священної Римської імперії. лютеранин. |
| Георг III    | 1760–1820 рр. | Глава лютеранської церкви в Ганновері. Створення Об'єднаної церкви Англії та Ірландії у 1800 році. |
| Георг IV     | 1820–1830 рр. | Католицька емансипація, запроваджена Законом про допомогу римо-католикам 1829 року . |
| Вільгельм IV | 1830–1837     | |
| Вікторія     | 1837–1901     | Ірландська церква була скасована Законом про ірландську церкву 1869 року . |
| Едуард VII   | 1901–1910 рр. | |
| Георг V      | 1910–1936     | Церква в Уельсі була скасована Законом про валлійську церкву 1914 року . |
| Едуард VIII  | 1936 рік      | Тиск на зречення від престолу, що було оформлено Законом Його Величності про зречення від престолу 1936 року . |
| Георг VI     | 1936–1952     | |
| Єлизавета II | 1952–2022     | Найдовше служить, 70 років. |
| Карл III     | 2022–дотепер  | |